# William Howard Russell
Pour les articles homonymes, voir Russell.
William Howard Russell (né le 28 mars 1820 et mort le 11 février 1907) est un journaliste britannique considéré comme l'un des premiers correspondants de guerre de l'histoire.

## Biographie
Russell est né à Tallaght en Irlande en 1820 mais il fut élevé par ses grands-parents à Dublin car ses parents s'étaient installés à Liverpool. Il étudia au Trinity College de Dublin mais le quitta sans diplôme en 1841. Il développa néanmoins un grand intérêt pour les humanités et la même année, le Times lui demanda de couvrir l'élection législative sur l'île. Peu après, il étudia le droit à Londres et fut invité par le Times à suivre la campagne de 1843 de Daniel O'Connell qui demandait l'abrogation de l'Acte d'Union de 1800. Son travail fut apprécié et il devint un correspondant récurrent pour le Times à partir de 1848. En 1850, il suivit la première guerre prusso-danoise et assista à la bataille décisive d'Idstedt.
L'opportunité de sa vie fut le déclenchement de la guerre de Crimée et dès son arrivée au camp de Gallipoli le 5 avril 1854, il rapporta l'incompétence du commandement, de la logistique et des services médicaux de l'Armée britannique. Ses articles révélant les conditions de vie catastrophiques des soldats contredisant les communiqués rassurants de l'état-major provoquèrent l'indignation de l'opinion publique et furent en partie responsable de la chute du gouvernement du premier ministre Lord Aberdeen. Les écrits de Russell sur le courage et les souffrances des soldats firent également évoluer la perception populaire d'une armée composée d'ivrognes et de brutes.
Russell se rendit ensuite en Inde pour couvrir la rébellion indienne de 1857-1858. Deux années plus tard, il fonda l'Army and Navy Gazette à laquelle il consacra une grande partie de son temps. Il continua néanmoins à travailler occasionnellement pour le Times et en 1861, il se rendit aux États-Unis lors de la guerre de Sécession. Ses articles hostiles à l'esclavage et montrant la désorganisation des troupes nordistes le rendirent indésirable dans les deux camps et il rentra en Grande-Bretagne en 1862.
En 1866, il assista à la bataille de Sadowa entre la Prusse et l'Autriche, au cours de laquelle Bismarck défait l'Autriche. De Vienne, un télégramme Reuters annonce une « victoire complète » de l'Autriche, mais l'inattendue victoire prussienne ne devient compréhensible qu'une semaine après, quand le reportage sur le terrain de William Howard Russell est publié. Puis il couvrit la guerre franco-allemande de 1870-1871. Sa dernière correspondance de guerre fut la couverture de la guerre anglo-zouloue de 1879 pour le compte du Daily Telegraph mais il continua à voyager et se rendit notamment en Amérique du Nord en 1881, en Égypte en 1882 et en Afrique du Sud en 1889.
Russell fut adoubé en 1895 et fut fait commandeur de l'ordre royal de Victoria en 1902 ; il mourut le 11 février 1907 et fut inhumé dans le cimetière de Brompton de Londres.